# 40. gardna strelska divizija (ZSSR)
Za druge 40. divizije glejte 40. divizija.
40. gardna strelska divizija je bila gardna strelska divizija v sestavi Rdeče armade med drugo svetovno vojno.

## Zgodovina
Divizija je bila ustanovljena avgusta 1942 z reorganizacijo ostankov 6. zračnoprevoznega korpusa. 
Med drugo svetovno vojno je sodelovala v bitki za Stalingrad.

## Organizacija
- štab
- 11. gardni strelski polk
- 116. gardni strelski polk
- 119. gardni strelski polk
- 90. gardni artilerijski polk

## Poveljstvo
Poveljniki
- generalmajor Aleksander Ivanovič Pastrevič (1942-1943)